# Wart (Aufseher)
Als Wart (altmodisch: Hüter, umgangssprachlich auch: Aufseher) wird eine Person bezeichnet, die im Auftrag einer übergeordneten Stelle eine ordentliche Nutzung und Funktionsfähigkeit von Anlagen, Einrichtungen oder Gegenständen sicherstellt. In einigen Fällen werden Warte auch für das Wohl bestimmter Personenkreise bestellt.

## Beschreibung
Ein Wart wird normalerweise von Firmen, Vereinen oder von Amts wegen betraut, die Aufsicht über eine öffentlich zur Verfügung stehende Einrichtung zu führen. Seine Aufgabe ähnelt bedingt der eines Hausmeisters, jedoch mit einer größeren Verantwortlichkeit und dem zusätzlichen Auftrag, das Hausrecht auszuüben. Ein Wart kann zur Sicherung der ihm anvertrauten Einrichtung eigenverantwortlich Regeln aufstellen, deren Einhaltung überprüfen und bei Nichtbeachtung das Hausrecht durchsetzen.
Warte werden beispielsweise häufig in der Form von Geräte- oder Platzwarten von Sportvereinen eingesetzt, um die Funktionsfähigkeit sicherzustellen und missbräuchliche Nutzung oder Beschädigung von Vereinseigentum zu unterbinden. Sie kommen ebenso bei Vereinen als Kassenwarte oder Jugendwarte oder Zeugwarte vor.
Im deutschen Nationalsozialismus wurden die Begriffe des Blockwarts und des Luftschutzwarts geprägt und führten in der Folge zeitweise zu einer negativen Konnotation des Wortes.
In der deutschsprachigen Schweiz wird ein Hausmeister überwiegend als „Hauswart“ bezeichnet. Aufgabenbereich und Kompetenzen decken sich dabei mit denen eines Hausmeisters.